# Abbasanta
Abbasanta (topónimo en lengua sarda, Aguasanta en español) es una localidad italiana de la provincia de Oristán, región de Cerdeña, con 2.857 habitantes.

## Evolución demográfica
| Gráfica de evolución demográfica de Abbasanta entre 1861 y 2001 |
|                                                                 |
| Fuente ISTAT - elaboración gráfica de Wikipedia                 |